# Arleen Whelan
Arleen Whelan, född 1 september 1914 i Salt Lake City, Utah, död 7 april 1993 i Orange County, Kalifornien, var en amerikansk skådespelare. Whelan medverkade i nära 30 Hollywoodfilmer, vanligtvis i större biroller men även några huvudroller.

## Filmografi, urval
- 1938 – Kidnappad
- 1941 – Charley's Aunt
- 1947 – Fy på sej, gamla människan!
- 1947 – Min man har en annan
- 1947 – Hämndens herre
- 1948 – Jag älskar dig, usling!
- 1949 – Han kom in i familjen
- 1951 – Västerns desperados
- 1953 – Pippi på luckan
- 1953 – Sol över Södern